# آتشفشان (فیلم ۱۹۸۵)
آتشفشان 
(به تلوگویی: Agni Parvatam) و (به انگلیسی: Volcano) فیلمی هندی محصول سال ۱۹۸۵ و به کارگردانی کی. راگاوندرا رائو است. در این فیلم بازیگرانی همچون کریشنا، ویجایاشانتی، رادا، کایکالا ساتیانارایانا، جاگایا، رائو گوپال رائو، ام. پرابهاکار ردی، شارادا، ناگش و پورنیما ایفای نقش کرده‌اند.